# The Man Who Stole the Sun
Taiyō o Nusunda Otoko (太陽を盗んだ男), conosciuto anche come The Man Who Stole the Sun, è un film del 1979 diretto da Kazuhiko Hasegawa.
Il film satirico giapponese, sceneggiato da Leonard Schrader, ha ricevuto il premio come "Miglior film" alla prima edizione dello Yokohama Film Festival, nel 1980 e allo Hochi Film Awards del 1979 e numerosi altri riconoscimenti in vari festival cinematografici nipponici.

## Trama
Makoto Kido, un insegnante di scienze e chimica del liceo, disadattato, solitario e misantropo, spesso deriso dai suoi studenti per i suoi comportamenti bizzarri (si addormenta in classe), ha come unica passione quella dell'energia nucleare. Organizza così una rapina alla centrale nucleare di Tōkai dove ruba degli isotopi per costruirsi una bomba atomica. Pochi giorni prima della rapina, Makoto è vittima di un tentato dirottamento del bus con il quale si stava recando in gita scolastica con la sua classe. Il tentativo di dirottamente fallisce proprio grazie all'intervento di Makoto, con l'aiuto del detective Yamashita.
Il coraggio dimostrato dall'insegnante viene riconosciuto pubblicamente e Makoto viene acclamato come un eroe. Nel frattempo, Makoto è in grado di estrarre abbastanza plutonio dagli isotopi rubati per creare due bombe atomiche anche se poi si espone fatalmente alle radiazioni di plutonio. Makoto decide di ricattare il governo e la polizia con le bombe atomiche a sua disposizione e sceglie lo stesso Yamashita come negoziatore. Le richieste di Makoto sono del tutto innocue: chiede infatti che le partite di baseball siano trasmesse senza interruzioni pubblicitarie e chiede inoltre che si faccia in modo che i Rolling Stones suonino in Giappone.
Makoto si fa chiamare "nona nazione", ricordando infatti anche ai suoi studenti che fino ad allora erano state otto le nazioni, insieme agli Stati Uniti, a dotarsi della bomba atomica. A questo punto comincia un lungo gioco di ricatti e assurde richieste che terminerà con uno scontro finale tra Makoto e Yamashita.

## Riconoscimenti

### Vittorie
- Miglior attore non protagonista - Bunta Sugawara, Japan Academy Prize
- Miglior Film - Hochi Film Awards
- Miglior Attore protagonista - Kenji Sawada, Hochi Film Awards
- Miglior Regista giapponese - Kazuhiko Hasegawa, Kinema Junpo Awards
- Miglior Regista - Kazuhiko Hasegawa, Mainichi Film Award
- Readers' Choice Award - Kazuhiko Hasegawa, Mainichi Film Award
- Miglior Film, Yokohama Film Festival
- Miglior Regista - Kazuhiko Hasegawa, Yokohama Film Festival

### Candidature

#### Japan Academy Prize
- Miglior Film
- Miglior Attore protagonista - Kenji Sawada
- Miglior Regista - Kazuhiko Hasegawa
- Miglior Direttore artistico - Yoshinaga Yokoo
- Miglior Fotografia - Tatsuo Suzuki
- Migliori Luci - Hideo Kumagai
- Miglior Suono - Kenichi Benitani